# Serialisme
Het serialisme is een stroming in de muziek van de 20e eeuw met hoogtijdagen van 1947 tot 1968. De stroming betrof het oeuvre van onder anderen Olivier Messiaen, Karel Goeyvaerts, Karlheinz Stockhausen, Hans Werner Henze, Pierre Boulez, Milton Babbitt en Luigi Nono.
Voortbouwend op de dodecafonie van met name Anton Webern en Arnold Schönberg ontstond de seriële techniek, die een gecodeerde rij (serie) van waarden voor alle muzikale parameters (niet alleen voor de toonhoogtes, maar ook voor de dynamiek, de toonduur en de toonkleur) als constructieprincipe aan een werk ten grondslag legde.